# 张奇虹
张奇虹（1931年—），曾用名张坤立，女，原籍辽宁沈阳，生于北京，中国话剧导演，国家有突出贡献话剧艺术家。